# Pedaliodes lucipara
Pedaliodes lucipara är en fjärilsart som beskrevs av Gustav Weymer. Pedaliodes lucipara ingår i släktet Pedaliodes och familjen praktfjärilar. Inga underarter finns listade i Catalogue of Life.